# Lago Mweru Wantipa
Il lago Mweru Wantipa (a volte scritto come Mweru-wa-Ntipa e anche chiamato palude Mweru) è allo stesso tempo un lago e un sistema pantanoso dell'Africa Centrale localizzato nella Provincia del Nord della Zambia. Nel passato fu considerato un lago misterioso, giacché le fluttuazioni del livello dell'acqua e della sua salinità non si spiegano interamente con la variazione delle precipitazioni. Ciò era ingigantito dalla sua lontananza, che non permetteva ai geografi e ai geologi di prestare la stessa attenzione di quella riservata ai laghi vicini, più grandi e più accessibili, come il lago Tanganica, a 25 km all'est, o il lago Mweru, a 40 km all'ovest, con cui spesso si confonde a ragione del suo nome. Si sa che il lago si è asciugato quasi completamente in qualche occasione.
Il lago Mweru Wantipa è un lago della valle del Rift situato sulla biforcazione del Rift dell'Africa Orientale, che va dal fiume Luapula fino al lago Tanganica. Ci sono alcune sorgenti calde, caratteristiche del Rift Orientale. La sua acqua è torbida in apparenza, anche se a volte sembra di colore rossastro e «leggermente oleoso». Nel dialetto locale wa ntipa significa «con terracotta», di questo deriva «Mweru Wantipa» per distinguerlo dal Mweru, il suo vicino più grande e di acqua più chiara.

## Sorgenti e drenaggio
Il lago Mweru Wantipa e le sue paludi sono alimentate da alcuni fiumi e ruscelli, nessuno molto grande, che arrivano dall'altopiano Mporokoso, a circa 30 km al sud, e dalle colline al nordest della Repubblica Democratica del Congo. Si pensa che il sistema sia drenato da un congiunto di paludi all'estremità sudoccidentale e da un dambo chiamato Mofwe nel fiume Kalungwishi, che poi sbocca nel lago Mweru. Però, la confluenza del Kalungwishi e del Mofwe si trova a una altitudine di 942 m, mentre la superficie del lago è situata a minore altezza, soltanto a 932 m. È evidente che il Kalungwishi esondi nella stagione di piogge nel Mweru Wantipa, ma forse non è vero il contrario, anche se una relazione in 1931, dopo delle piogge molto forti, ha registrato un travaso del Mofwe nel Kalungwishi. La maggior parte delle volte, comunque, il Mweru Wantipa non ha un emissario e forma un bacino endoreico.

## Estensione del lago
Nell'anno 2005 il lago Mweru Wantipa aveva una lunghezza, lungo l'asse principale di direzione NE-SO, di circa 65 km e una larghezza di 20 km, ma uno stretto ramo si estende approssimativamente per 30 km verso est partendo dall'estremo nord, risultando in una superficie di approssimativamente 1.500 km². A sud-est di Kampinda, una penisola divide una rientranza pantanosa che contiene le piscine Chimbwe (Chimbwe Pools) e una laguna chiamata lago Cheshi. Ciononostante, in varie occasioni nel passato recente si è riferito che non si trattasse di un lago bensì di una palude quasi senza superficie libera di acqua, e addirittura arrivò a trasformarsi in una pianura di fango secco (piena di squame e spine di pesce, e con scheletri di coccodrilli e ippopotami morti). Queste variazioni nella superficie dello specchio d'acqua non sono semplicemente legate al ciclo annuale delle piogge, ma hanno fluttuazioni che durano anni o decenni. Per esempio, è stato registrato come lago negli anni 1890, 1897, 1911, 1919 e 1938, ma come palude nel 1892, 1900-11, 1912-19, e 1922, e nel 1916 è riportato come secco. La maggiore profondità riportata è di 5 m, ma a volte può essere inferiore a 1 m nella maggior parte della sua superficie.
La salinità mostra anch'essa variazioni a lungo termine, giacché è stato riportato come lago di acqua dolce nel 1929 e 1939, ma salino nel 1949.

## Fattori che determinano il livello dell'acqua e la salinità
Sebbene la pioggia sia il fattore principale che determina il livello dell'acqua e la salinità del lago, questa non spiega interamente le sue variazioni. L'ostruzione, da parte del papiro e dei giunchi, del Mofwe e dei fiumi che sboccano nel Mweru Wantipa può essere parte della risposta. Anche può anche darsi che gli effetti degli anni di siccità possano essere ritardati per alcuni anni dalla liberazione di acque sotterranee dalle colline che circondano i dambos che sboccano nel lago.

## Ricorsi naturali e le pressioni ambientali
La pesca nel Mweru Wantipa sono state produttive nel passato, ma si sono esaurite negli ultimi anni. Il lago ospita una grande popolazione di ippopotami e coccodrilli. A eccezione degli uccelli e degli uccelli acquatici, la vita silvestre nella terra e nelle paludi, una volta estese, si è ridotta nonostante l'esistenza del parco nazionale di Mweru Wantipa. Il parco si trova principalmente sulla riva occidentale del lago, ma copre tutta la superficie del lago, grande parte delle paludi e parte della costa sud. Il lago, nel suo lato nord, si trova a pochi chilometri della frontiera con la Repubblica Democratica del Congo e le guerre e i conflitti di questo paese hanno provocato l'entrata di migliaia di rifugiati nel distretto in Kaputa, esercitando una grande pressione sulle risorse naturali. La maggioranza dei rifugiati sono stati spostati a accampamenti nei distretti di Kawambwa e Mporokoso prima del loro rimpatrio.

## Centri abitati e strade
Il principale posto abitato del lago è la cittadina di Kaputa, che anche forma un distretto amministrativo della Provincia del Nord.
Una volta, la strada principale di accesso al lago era quella che andava da Mporokoso fino alla costa sudest, dove c'era un traghetto a Bulaya, ma adesso la strada è così deteriorata che l'accesso viabilistico principale è diventato quello che arriva dal lago Mweru seguendo la costa ovest e nord fino a Kaputa.